# Mount Odin, Nunavut
Mount Odin är ett berg i Kanada.   Det ligger i territoriet Nunavut, i den östra delen av landet, 2 400 km norr om huvudstaden Ottawa. Toppen på Mount Odin är 2 147 meter över havet.
Terrängen runt Mount Odin är bergig åt sydost, men åt nordväst är den kuperad. Mount Odin är den högsta punkten i trakten. Trakten runt Mount Odin är nära nog obefolkad, med mindre än två invånare per kvadratkilometer.. Det finns inga samhällen i närheten. 
Trakten runt Mount Odin är permanent täckt av is och snö.